# Raïon de Brahine
Le raïon de Brahine (en biélorusse : Брагінскі раён, Brahininski raïon ; en russe : Брагинский район, Braguinski raïon) est une subdivision de la voblast de Homiel ou Gomel, en Biélorussie. Son centre administratif est la commune urbaine de Brahine.

## Géographie
Le raïon couvre une superficie de 1 960 km2, dans le sud de la voblast. Le raïon est arrosé par le Dniepr qui forme sa limite orientale. Il est limité au nord-est par le raïon de Loïew, à l'est et au sud par l'Ukraine (oblast de Tchernihiv et oblast de Kiev), et à l'ouest par le raïon de Khoïniki.

## Histoire
Le raïon a été créé le 1er septembre 1924 dans l'okroug de Retchitsa. Il fut d'abord rattaché à l'oblast de Gomel le 9 juin 1927, puis à l'oblast de Polésie le 15 janvier 1938. Il fait partie de la voblast de Homiel depuis le 25 décembre 1962.

## Population

### Démographie
Le raïon est peu urbanisé puisque la population urbaine ne regroupe que 42,2 % de la population totale et la population rurale 57,8 %. Le raïon compte deux communes urbaines, Brahine et Kamaryn, et 135 villages.
Les résultats des recensements de la population (*) font apparaître un effondrement du nombre d'habitants depuis 1959. Ce phénomène s'est accéléré dans les années 1980.
| 1959*  | 1970*  | 1979*  | 1989*  | 1999*  | 2009*  |
| ------ | ------ | ------ | ------ | ------ | ------ |
| 57 717 | 52 306 | 44 537 | 26 071 | 17 406 | 14 211 |

### Nationalités
Selon les résultats du recensement de 2009, la population du raïon se composait de trois nationalités principales :
- 91.84 % de Biélorusses ;
- 4,3 % de Russes ;
- 3,07 % d'Ukrainiens.

### Langues
En 2009, la langue maternelle était le biélorusse pour 85,64 % des habitants et le russe pour 12,33 %. Le biélorusse était parlé à la maison par 64,47 % de la population et le russe par 29,91 %.